# Mallorquinische Imitationsperlen

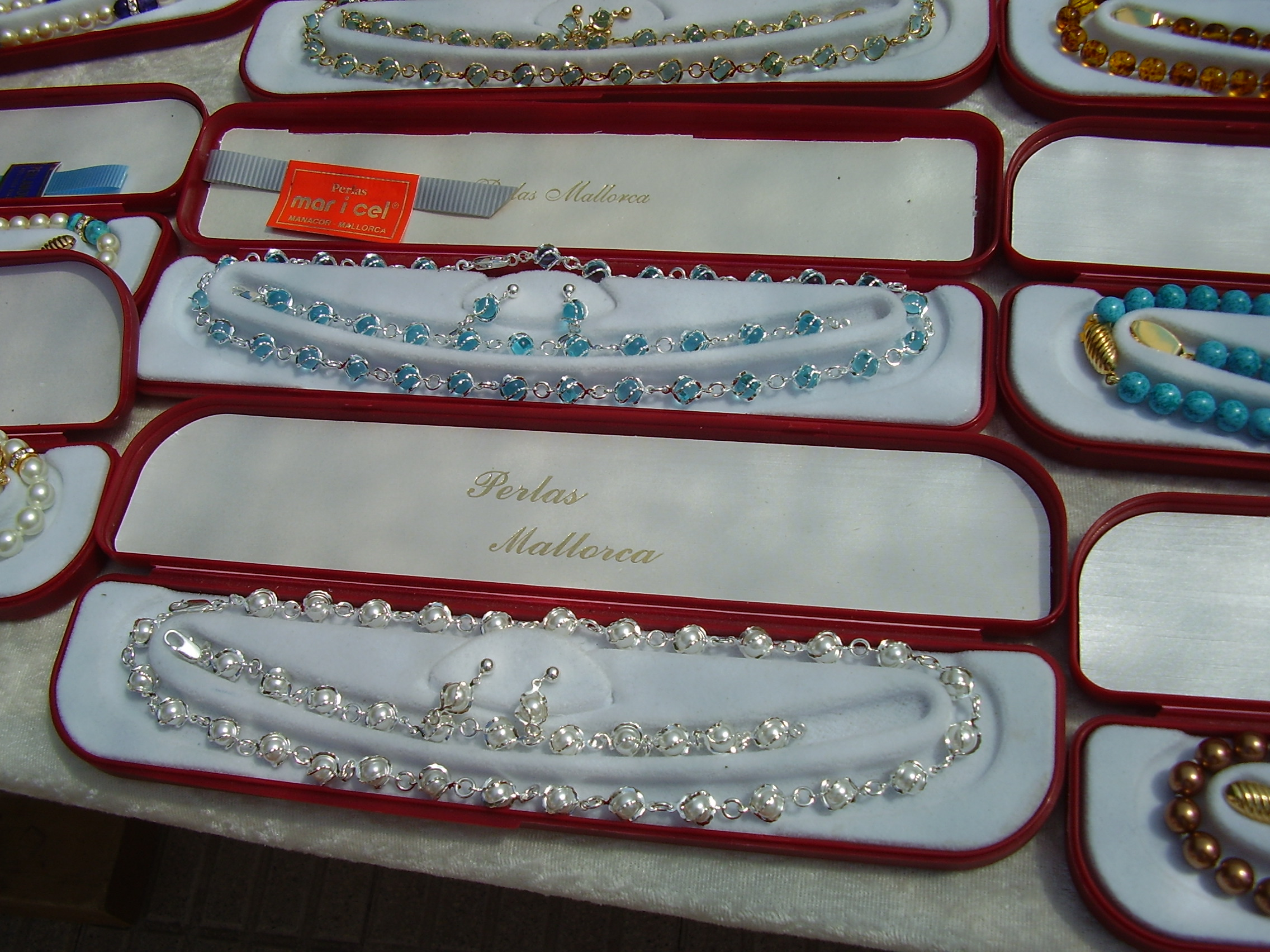
Mallorquinische Perlen

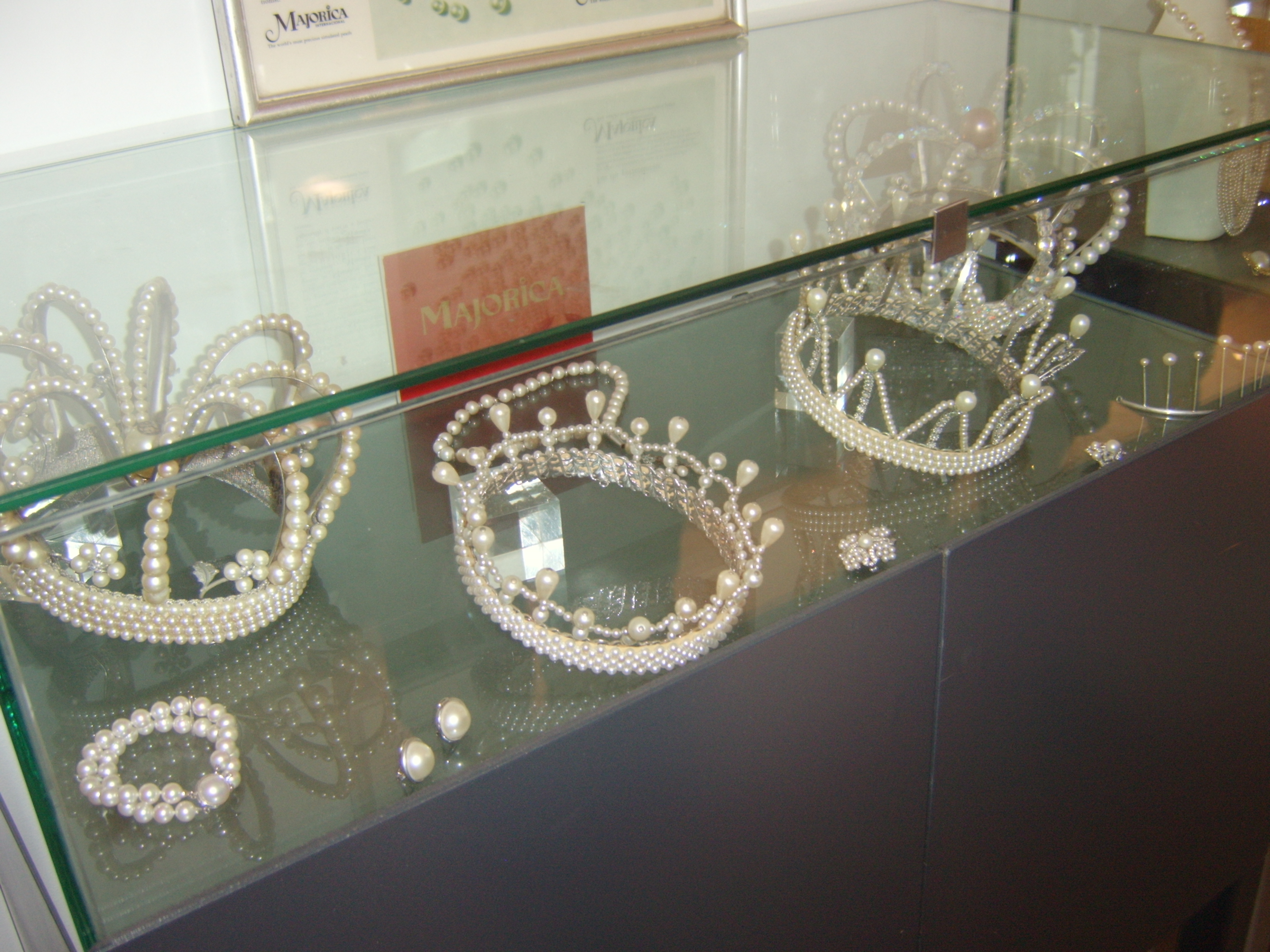
Mallorquinische Perlen

Mallorquinische Imitationsperlen, umgangssprachlich auch Mallorca-Perlen, sind nach einem bestimmten Verfahren hergestellte künstliche Perlen, die die Gestalt natürlicher Perlen imitieren und ursprünglich ausschließlich auf Mallorca gefertigt wurden.
Ein künstlicher, winzig kleiner, unter Hochdruck gehärteter Kern wird auf einer Spezialhalterung befestigt. Danach wird dieser Kern bis zu 30 Mal in einen Perlmutt-Brei getaucht, der allerdings nicht aus gemahlenem Perlmutt besteht, sondern aus Faunateilchen des Meeres, wie zum Beispiel Fischschuppen und Muschelsand. Jede Schicht wird einzeln mittels Gasbrenner in Handarbeit so stark erhitzt, dass die einzelnen Moleküle der Meeresmischung sich zu größeren Molekülen zusammenschließen (Polymerisieren).
Dieser Vorgang garantiert nicht nur eine perfekte, kompakte Verschmelzung, sondern konserviert auch die Farbe der Perlen. Durch Beimischung von farbigen Mineralen erhalten sie jede Schattierung und Tönung. Sind alle Schichten aufgetragen worden, wird die neue Perle sorgsam geschliffen.
Danach lässt sich die Perle nur noch schwer von einer echten Perlmuttperle unterscheiden. Sie fühlt sich auf der Haut genauso an wie die echte Perle, ist beständig gegenüber Schweiß, Make-up, Parfum, Hitze und Kälte und hält hohe mechanische Kräfte aus.
Derzeit werden mallorquinische Imitationsperlen vor allem von den Firmen Perlas Majórica (in Manacor) und Perlas Orquídea (in Montuïri) auf Mallorca hergestellt. Durch Echtheitszertifikate versuchen sie, sich vor minderwertigen Imitationen zu schützen.

## Geschichte
- 1897 beginnt der Aachener Nadelfabrikant Eduard Friedrich Hugo Heusch (1865–1937) in Barcelona, Naturperlen zu imitieren.
- 1902 wird die Produktion nach Manacor auf Mallorca verlegt.
- 1948 Die Firma Perlas Majórica beschäftigt mehr als tausend Mitarbeiter auf der Insel. Gleichzeitig läuft das Monopol der Familie Heusch aus. Zahlreiche andere Firmen versuchten sich ebenfalls an der Produktion; es haben sich jedoch nur drei davon in Manacor gehalten.
- 1997 wurde Perlas Majórica in die Alpha Invest Holding überführt.